# Appointment in Berlin
Appointment in Berlin (Encontro em Berlim, no Brasil) é um filme estadunidense de 1943, dirigido por Alfred E. Green e estrelado por George Sanders, Marguerite Chapman e Onslow Stevens.